# Санґар (дегестан)
Санґар (перс. سنگر) — дегестан в Ірані, у бахші Санґар, в шагрестані Решт остану Ґілян. За даними перепису 2006 року, його населення становило 16808 осіб, які проживали у складі 4706 сімей.

## Населені пункти
До складу дегестану входять такі населені пункти:
- Баз-Калье-Малек
- Варазґах
- Вішка-Нанак
- Ґілявандан
- Ґіль-Порде-Сар
- Далече
- Каду-Сара
- Кісавандан
- Кія-Сара
- Міянде
- Нашрудколь
- Омеше
- Руд-Бардег
- Сарвандан
- Турансара
- Чанадже